# Rudiment
Een rudiment is een basispatroon dat de bouwsteen of het vocabulair van het drummen vormt. Rudiments kunnen afzonderlijk gebruikt worden, maar ook combinaties zijn mogelijk, waardoor er enorme creatieve mogelijkheden voor de drummer ontstaan. Vaak worden deze rudiments eerst op de snaredrum geoefend en later georkestreerd gespeeld op het drumstel.
In het verleden zijn er vele pogingen geweest een formele standaardlijst van snaredrumrudiments te maken. De National Association of Rudimental Drummers (NARD), een organisatie speciaal opgezet om het rudimentaire drummen te promoten, kwam in eerste instantie met een lijst van 13 essentiële rudiments. Later voegden zij er een tweede set van 13 aan toe, waarmee een lijst van 26 rudiments ontstond. Het was de Percussive Arts Society (PAS), die deze 26 rudiments opnieuw indeelde en er nog eens 14 rudiments aan toevoegde, waarmee de huidige lijst van 40 internationaal erkende Drum Rudiments tot stand kwam.

## 40 P.A.S. International Drum Rudiments

### Single stroke rudiments
De Single Stroke Roll bestaat uit het afwisselend slaan met de stokken (d.w.z. RLRL, etc.), en kan variëren in snelheid, volume en lengte.
(De manier waarop het patroon geslagen wordt met de stokken, wordt in het Engels 'sticking' genoemd.)
| Naam                | Notatie | Omschrijving |
| ------------------- | ------- | --- |
| Single Stroke Roll  |         | Om en om gespeelde noten met steeds eenzelfde rust ertussen. Dit patroon wordt vaak snel gespeeld, maar kan ook langzaam gespeeld worden (als de sticking maar RLRL is, wordt dit gezien als een Single Stroke Roll |
| Single Stroke Four  |         | Vier noten gespeeld met om-en-om sticking, vaak als een triool gevolgd door een accent (zoals in de afbeelding), of als drie zachte noten (grace notes) gevolgd door een accent (zoals een ruff)                    |
| Single Stroke Seven |         | Zeven noten gespeeld met om-en-om sticking, vaak als een sextool gevolgd door een accent |

### Multiple bounce roll rudiments
| Naam                 | Notatie | Omschrijving |
| -------------------- | ------- | --- |
| Multiple Bounce Roll |         | De handen slaan nog om-en-om maar bij elke slag stuitert de stok en raakt de drum meerdere malen voordat de andere hand slaat. De ruimte tussen elke slag en stuiter moet zo gelijk mogelijk zijn. Deze rudiment wordt ook wel buzz roll genoemd                         |
| Triple Stroke Roll   |         | Deze slag kan op twee manieren gespeeld worden: 1) bij elke slag (elk groepje van drie) kan de stok gestuiterd worden, of 2) bij elke slag worden alle drie de noten afzonderlijk gespeeld door opnieuw kracht te zetten vanuit de pols/arm. Ook wel French roll genoemd |

### Double-stroke rudiments
De double-stroke roll is een rudiment dat bestaat uit paren ("diddles") die om-en-om gespeeld worden (i.e., RR, LL, etc), en variëren van lengte, volume en lengte. Er zijn 10 officiële varianten van de double-stroke roll (zie onder). De double-stroke roll wordt vaak langzaam begonnen, dan wordt de snelheid langzaam opgevoerd tot het maximale van de drummer, om tot slot weer af te bouwen naar zeer langzaam. Dit wordt het open-closed-open format genoemd
| Naam                    | Notatie | Omschrijving |
| ----------------------- | ------- | --- |
| Double Stroke Open Roll |         | Net als de single-stroke roll, wordt deze double vaak snel gespeeld. Maar ook langzaam (zolang het maar diddles zijn die om-en-om gespeeld worden) gespeeld wordt gezien als een double-stroke roll. Elke noot wordt duidelijk gespeeld, maar kan variëren in intensiteit (accenten) |
| Five Stroke Roll        |         | Twee diddles, gevolgd door een accent |
| Six Stroke Roll         |         | In tegenstelling tot de meeste andere double-stroke rudiments wordt de six-stroke roll begonnen met een enkelvoudig accent. Daarna volgen twee diddles, en nog een geaccentueerde noot                                                                                               |
| Seven Stroke Roll       |         | Drie diddles gevolgd door een accent |
| Nine Stroke Roll        |         | Vier diddles gevolgd door een accent |
| Ten Stroke Roll         |         | Vier diddles gevolgd door twee geaccentueerde noten |
| Eleven Stroke Roll      |         | Vijf diddles gevolgd door een accent |
| Thirteen Stroke Roll    |         | Zes diddles gevolgd door een accent |
| Fifteen Stroke Roll     |         | Zeven diddles gevolgd door een accent |
| Seventeen Stroke Roll   |         | Acht diddles gevolgd door een accent |

### Diddle rudiments
De paradiddle is een rudiment dat bestaat uit een patroon van vier noten; i.e. RLRR of LRLL. Als er meerdere paradiddles achter elkaar worden gespeeld zijn de eerste twee noten vaak de enkelvoudige om-en-om gespeelde, gevolgd door een diddle. (Vandaar ook de naam pa-ra- diddle). Er zijn verschillende officiële variaties op de paradiddle, maar ook vele onofficiële paradiddles zijn mogelijk (je kunt immers eindeloos combineren tussen enkele noten en dubbele, en de accenten verschuiven. Bijvoorbeeld: RLLR LRRL RLLR LRRL). Paradiddles worden vaak gebruikt om het accent van hand te laten verwisselen zodat een tom aan de andere kant van het drumstel geraakt kan worden. Bijvoorbeeld: RLRL RLRL RLRL RLRR L. Het laatste accent wordt gegeven met de linkerhand in plaats van de rechter.
| Naam              | Notatie | Omschrijving                                                               |
| ----------------- | ------- | -------------------------------------------------------------------------- |
| Single Paradiddle |         | Twee om-en-om gespeelde noten gevolgd door een diddle                      |
| Double Paradiddle |         | Vier om-en-om gespeelde noten gevolgd door een diddle                      |
| Triple Paradiddle |         | Zes om-en-om gespeelde noten gevolgd door een diddle                       |
| Paradiddle-Diddle |         | Twee om-en-om gespeelde noten gevolgd door twee om-en-om gespeelde diddles |

### Flam rudiments
Een flam wordt gespeeld door met 1 hand een zachte ("grace") noot te spelen, direct gevolgd door de hoofdnoot die veel harder wordt gespeeld. De twee noten worden bijna tegelijkertijd gespeeld, met de intentie te klinken als een "vette" klap.
| Naam                   | Notatie | Omschrijving |
| ---------------------- | ------- | --- |
| Flam                   |         | Een enkele hoofd-noot voorafgegaan door een zachtere grace noot gespeeld door de tegenovergestelde hand. De afstand tussen de twee gespeelde noten kan variëren, maar altijd is het de bedoeling om ze (bijna) als 1 geheel te laten klinken voor een vette sound |
| Flam Accent            |         | Wisselende groep van drie noten met de vorm: Flam-tap-tap |
| Flam Tap               |         | Om en om gespeelde diddles (double) met flams aan het begin van elke diddle |
| Flamacue               |         | Een groep van vier noten plus een vijfde als accent. De eerste noot en de vijfde zijn flams; de tweede noot krijgt een accent |
| Flam Paradiddle        |         | Een paradiddle met een flam op de eerste noot |
| Single Flammed Mill    |         | Een omgekeerde paradiddle (RRLR, LLRL) met een flam op de eerste noot van elke diddle |
| Flam Paradiddle-diddle |         | Om-en-om gespeelde paradiddle-diddles met flams op elke eerste noot |
| Pataflafla             |         | Een patroon van vier noten met op elke eerste en laatste noot een flam |
| Swiss Army Triplet     |         | Een door de rechterhand gespeelde flam, gevolgd door een right tap en een left tap, een linkse flam, gevolgd door een left tap en een right tap. Deze figuur wordt vaak gespeeld in plaats van een flam accent                                                    |
| Inverted Flam Tap      |         | Om-en-om gespeelde diddles (weliswaar begonnen met 1 enkelvoudige zestiende noot) met een flam op elke tweede noot van een diddle |
| Flam Drag              |         | Om en om gespeelde figuur van drie noten: flam - drag - tap |

### Drag rudiments
| Naam               | Notatie | Omschrijving |
| ------------------ | ------- | --- |
| Drag               |         | De "drag" bestaat uit twee achterelkaar gespeelde noten door dezelfde hand (RR or LL). Dit lijkt op een diddle, maar ze klinken eerder als een flam; ze worden sneller gespeeld dan de snelheid van de noten in kwestie. Bijvoorbeeld, als er vier zestienden worden gespeeld dan worden de drag-noten als 32e gespeeld. De drag notes kunnen ook als "grace" notes worden gespeeld. Vaak (op pauken) worden ze dan niet als diddles maar als enkelvoudige, om-en-om gespeelde noten gebruikt (rlR, lrL) Het continu achter elkaar spelen van om-en-om drags (diddles) resulteert automatisch in een double-stroke roll Een vergelijkbare rudiment is de ruff wat een noot is met drie grace noten, om-en-om gespeeld |
| Single Drag Tap    |         | Een single-drag tap zijn twee om-en-om gespeelde noten; de eerste noot heeft drag grace noten, en de tweede noot heeft een accent |
| Double Drag Tap    |         | Een double drag tap is een single drag tap met nog een grace-note drag ervoor |
| Lesson 25          |         | Een lesson 25 bestaat uit drie om-en-om gespeelde noten. De eerste noot heeft drag-grace noten, en de derde noot heeft een accent |
| Single Dragadiddle |         | Een single dragadiddle is een paradiddle met de eerste noot een drag |
| Drag Paradiddle #1 |         | De eerste drag-paradiddle is een geaccentueerde noot gevolgd door een paradiddle met drag grace notes op de eerste noot |
| Drag Paradiddle #2 |         | De tweede paradiddle heeft twee geaccentueerde noten gevolgd door een paradiddle met drag grace noten op de tweede geaccentueerde noot en de eerste noot van de paradiddle |
| Single Ratamacue   |         | Een single ratamacue bestaat uit viet noten. De eerste note heeft drag grace notes en de vierde noot heeft een accent |
| Double Ratamacue   |         | Een double ratamacue is een single ratamacue met een drag ervoor |
| Triple Ratamacue   |         | Een triple ratamacue is een single ratamacue met twee drags ervoor |

## Historisch overzicht

### Thirteen "essential" rudiments
1. The Long Roll
2. The Five Stroke Roll
3. The Seven Stroke Roll
4. The Flam
5. The Flam Accent
6. The Flam Paradiddle
7. The Flamacue
8. The Ruff
9. The Single Drag
10. The Double Drag
11. The Double Paradiddle
12. The Single Ratamacue
13. The Triple Ratamacue

### Tweede groep van "thirteen rudiments"
1. The Single Stroke Roll
2. The Nine Stroke Roll
3. The Ten Stroke Roll
4. The Eleven Stroke Roll
5. The Thirteen Stroke Roll
6. The Fifteen Stroke Roll
7. The Flam Tap
8. The Single Paradiddle
9. The Drag Paradiddle #1
10. The Drag Paradiddle #2
11. The Flam Paradiddle-diddle
12. The Lesson 25
13. The Double Ratamacue

### De laatste veertien rudiments
Nog niet zo lang geleden heeft de Percussive Arts Society veertien nieuwe rudiments toegevoegd aan de eerdere 26. Nu is er een lijst van 40 International Drum Rudiments waarin de volgorde van de rudiments volledig is veranderd.
- The Single Stroke Four
- The Single Stroke Seven
- The Multiple Bounce Roll
- The Triple Stroke Roll
- The Six Stroke Roll
- The Seventeen Stroke Roll
- The Triple Paradiddle
- The Single Paradiddle-Diddle
- The Single Flammed Mill
- The Pataflafla
- The Swiss Army Triplet
- The Inverted Flam Tap
- The Flam Drag
- The Single Dragadiddle

| Jaar | Naam                                                     | Author                |
| ---- | -------------------------------------------------------- | --------------------- |
| 1812 | A New, Useful, and Complete System of Drum Beating       | Charles Ashworth      |
| 1815 | The Art of Beating the Drum                              | Samuel Potter         |
| 1861 | The Drummers' and Fifers' Guide                          | Bruce Emmett          |
| 1869 | Strube's Drum and Fife Instructor                        | Gardiner A. Strube    |
| 1886 | The Trumpet and Drum                                     | John Philip Sousa     |
| 1935 | Stick Control                                            | George Lawrence Stone |
| 1942 | Modern Interpretation of Snare Drum Rudiments            | Buddy Rich            |
| 1945 | The All-American Drummer                                 | Charley Wilcoxon      |
| 1959 | 14 Modern Contest Solos For Snare Drum                   | John S. Pratt         |
| 1979 | The Technique and Mechanics of Rudimental Snare Drumming | Ken Mazur             |
| 1992 | The Drummer's Rudimental Reference Book                  | John Wooton           |
| 2004 | The Beat of a Different Drummer                          | Dominick Cuccia       |

## Bijdragen
- Charley Wilcoxon: instructor, author, and teacher
- J. Burns Moore: instructor, author, and teacher
- George Lawrence Stone: instructor, author, and teacher
- Earl Sturtze: instructor, author, and teacher
- Les Parks: instructor and arranger, Sons of Liberty Fife and Drum Corps, Hawthorne Cabaleros, Garfield Cadets
- John S. Pratt: instructor, author, and teacher
- Fred Sanford (musician)|Fred Sanford: instructor and arranger, Santa Clara Vanguard Drum and Bugle Corps
- Ralph Hardimon: instructor and arranger, Santa Clara Vanguard Drum and Bugle Corps
- Tom Float: instructor and arranger, Blue Devils Drum and Bugle Corps
- Marty Hurley: instructor and arranger, Phantom Regiment Drum and Bugle Corps during the 1970's and early '80s
- Paul Rennick: instructor and arranger, Phantom Regiment Drum and Bugle Corps
- Scott Johnson (percussionist)|Scott Johnson: instructor and arranger, Blue Devils Drum and Bugle Corps
- James Campbell: instructor and arranger, The Cavaliers Drum and Bugle Corps
- Bret Kuhn: instructor and arranger, The Cavaliers Drum and Bugle Corps
- Dennis DeLucia: instructor and arranger, Bridgemen Drum and Bugle Corps
- Thom Hannum: instructor and arranger, Cadets Drum and Bugle Corps
- Charley Poole, Jr. instructor and arranger, 27th Lancers Drum and Bugle Corps

## Hybride rudiments
Door de jaren heen zijn er vele andere rudimentaire patronen ontstaan. De meeste van deze patronen zijn gebaseerd op de 40 die hierboven staan, en worden vaak aangeduid met de term hybride rudiments of kortweg hybrids. Ze worden veel gespeeld in Amerikaanse drumkorpsen. Twee belangrijke hybrids zijn de herta, wat een drag is gespeeld met om-en-om sticking, en de cheese, een diddle en een grace note.